# Gumina dolichostoma
Gumina dolichostoma är en snäckart som först beskrevs av Suter 1908.  Gumina dolichostoma ingår i släktet Gumina och familjen Pyramidellidae. Inga underarter finns listade i Catalogue of Life.